# 中北成美
中北 成美（なかきた なるみ、1989年10月26日 - ）は日本の女性ファッションモデル。ソフィープロモーション所属。ファッション雑誌『EDGE STYLE』の元専属モデル。

## 生い立ち
1989年、滋賀県に生まれる。4人の兄が居て、5人兄弟の末っ子。本格的にモデルとして活動するようになったのは短大卒業後で、関西で通販会社モデルやイメージモデルなどをこなす。
2009年頃から読者モデルとして東京でも活動を開始する。aimerfeelやRyuRyuなどカタログモデルとして活躍。『PopSister』2011年4月号より専属モデルとしてデビューするが、2011年11月号を最後に休刊。『EDGE STYLE』2012年1月号で専属モデルとして電撃移籍し、同誌が休刊する2014年3月号まで出演した。
2016年10月18日、『美おっぱいコンテスト2016』にファイナリストとして出場して、準グランプリを受賞した。

## 出演

### 雑誌
- EDGE STYLE（双葉社 / 2012年1月号- ）専属モデル
- PopSister（角川春樹事務所 / 2011年4月号- 2011年11月号）専属モデル
- 東京カレンダー

### 広告
- エレメンタルストーリー「先生編」（2017年）伊藤淳史と共演[6]
- 東京スポーツOASIS
- yanase
- Motecon
- トトノウカー

### TV・Drama
- キスマイBUSAIKU!?(フジテレビ)
- ピーナッツバターサンドウィッチ2020
- カイモノラボ - TBSショッピング
- アイ～私と彼女と人工知能2017
- 美おっぱいコンテスト2016準グランプリ(AbemaTV)
- Abema NeWs(AbemaTV)

### イベント
- Girls Award 2012 A/W （2012年11月8日、国立代々木競技場第一体育館）[2]
- 神戸コレクション
- KANSAI GIRLS FESTA
- VENUS SUMMER FES
- 日本女子博覧会
- Blogger Style River Nation
- EDGE STYLE Beach Fashion Show

### ECサイト・カタログ(順序不同)
- nissen/ニッセン
- AEON/イオン
- HIRAKI Shopping/ヒラキ
- KOBE LETTUCE/神戸レタス
- YUMETENBO/夢展望
- Million Carats/ミリオンカラッツ
- Pierrot/ピエロ
- Julia Boutique/ジュリアブティック
- candy magic/キャンディーマジック
- aquagarage/アクアガレージ
- karei/カレイ
- 洋服の青山
- coca/コカ
- LINO&AIA(APAREL)
- Absorie/アブソール
- RyuRyu/リュリュ
- GeeRA/ジーラ
- Cecilene scroll/セシレーヌ
- センスオブリラクシング/ベルメゾン
- aimerfeel/エメフィール
- dazzy/デイジー
- Izumi BODY LABO/イズミボディラボ
- SENSE OF RELAXING/ベルメゾン
- SANKEI/インナーウエア三恵
- ANGELIEBE/エンジェリーベ
- Honeys/ハニーズ
- LAVIENNE/ラヴィエンヌ
- pinkpinkpink/ピンクピンクピンク

### 海外仕事
- 中国

携帯 魅藍note6発表会イメージモデル
- 台湾

流行新勢力2 TV番組ゲスト出演